# جنان (أدب)

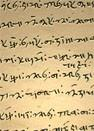
جنان منسوب إلى «البير شمس» من «ماهان».

الجنان تسمية مشتقة من السنسكريتية بمعنى العلم التأملي أو التفكري، وهي تعبير عام للدلالة على مجموعة من الأدب التعبدي الخاص للخوجة الإسماعيليين النزاريين وبعض المجموعات من أصول هندية.
نظمت هذه الأشعار التي تشبه الترانيم بعدد من اللغات الهندية منها اللهجات السندية والبنجابية والغجراتية. بدأت تخضع الجنان لعملية الجمع منذ القرن العاشر الهجري واستخدم خط الخوجكي بصورة أساسية في هذه العملية.